# Вид на остров Сан-Джорджо и Джудекка
«Вид на остров Сан-Джорджо и Джудекка», или «Бассейн Сан-Марко с видом на остров Сан-Джорджо и канал Джудекка» (итал. Il bacino di San Marco verso l'isola di San Giorgio e Giudecca), — картина итальянского живописца Франческо Гварди (1712—1793), представителя венецианской школы. Создана примерно в 1774 году. С 1903 года хранится в коллекции Галереи Академии в Венеции.

## Описание
На ведуте изображен сюжет, к которому Гварди часто обращался: слева — остров Сан-Джорджо Маджоре с одноименной церковью (архитектора Андреа Палладио) и кампанилой-куполом (она обвалилась в 1774 году), справа — остров Джудекка (еврейский квартал) с церковью Сан-Джованни-Баттиста (позже разрушенной) и церковью Ле-Дзителле.
Большая часть картины занята изображением серебристого неба, затянутого облаками, которые отражаются в темной воде лагуны. По водной глади вибрирующими бликами света движутся неторопливые гондолы и лодки со спущенными парусами. Холодные оттенки, нанесенные быстрыми мазками, превращают очертания зданий в тревожные полутени. Атмосфера полотна полна грустной и глубокой тишины, которая передает осознание неизбежного упадка Венецианской республики шаткой трепетностью мазка, богатой, но все же немного погасшей цветовой гаммой с флуоресцирующими вспышками света, размытостью очертаний форм.